# 济南快速公交
济南快速公交或称济南BRT，指的是在济南市区内运营的快速公共交通系统，于2008年4月22日开通投入使用，目前共开通了13条正线（BRT线路），并有30条BRT支线（B字头线路）与一条高峰通勤线（T6路）在部分路段停靠BRT站台与13条正线免费换乘。
济南快速公交系统是中国首个成网运营的快速公交系统。

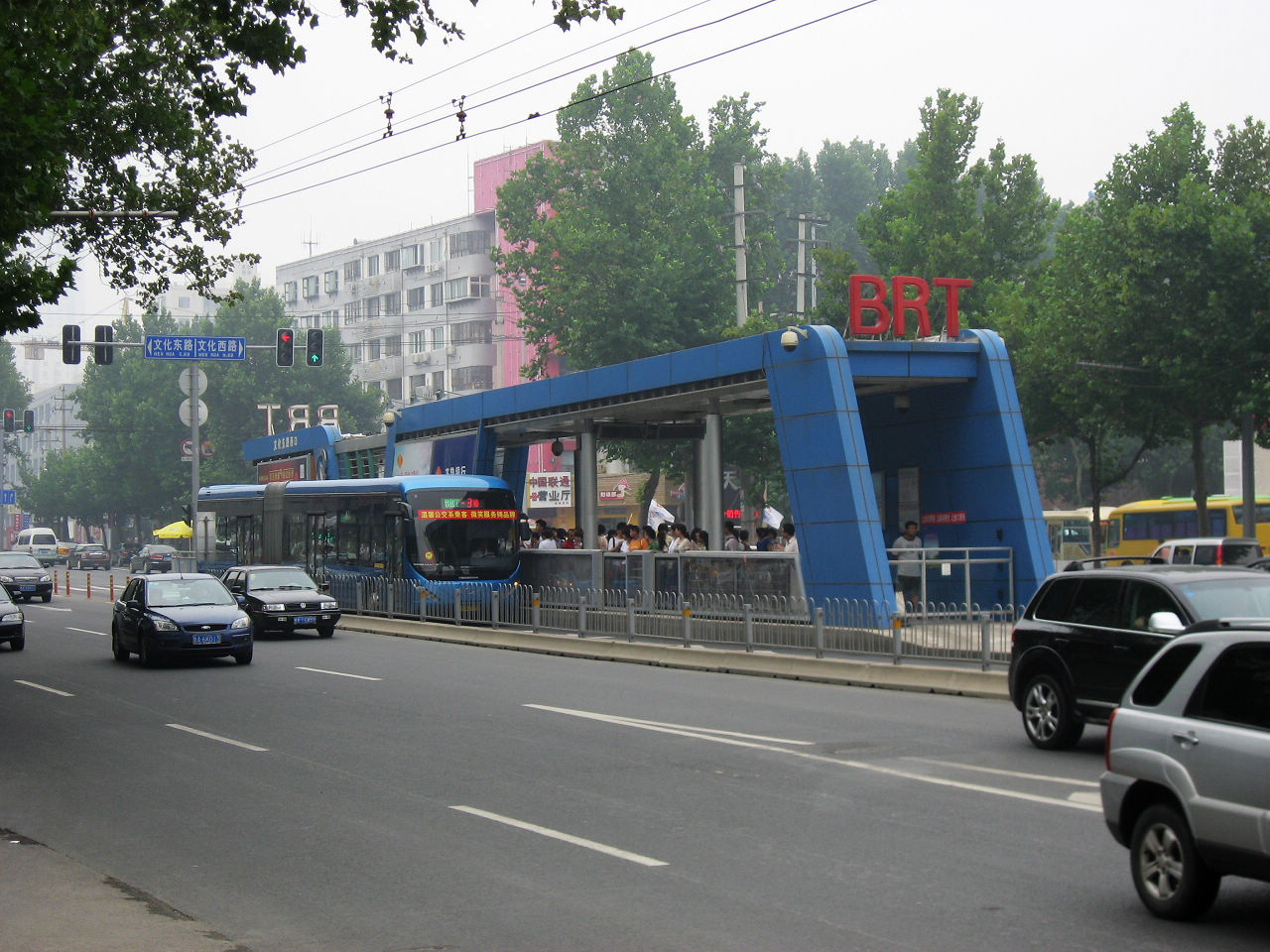
文化东路西口站中央岛式站台及正在进站的3号线车辆

## 概况
截止2023年2月，济南市快速公交系统共有13条正线，共194座车站，其中专用中央岛式站台104座，常规公交站台90座。线路行经城市中心区，客流量和运力大大超过常规公交。
在快速公交走廊中，北园大街、无影山中路、历山路、纬十二路、二环东路、工业北路、奥体中路、二环西路等建设了封闭式中央快速公交专用道，车辆在这些道路上行驶时停靠中央岛式站台，开启左侧车门；而在其余未建设中央快速公交专用道的道路上，车辆行驶于边侧式常规公交车道上，停靠常规公交侧式站台，开启右侧车门。
由于拥有专用行驶道路，行驶速度大大快过常规公交，快速公交因此已发展成为济南市的重要公共交通方式之一。日均客运量由开通之初的1.3万人次增长至14.5万人次，免费换乘3.5万人次，相当于公交日运量200万人次的1/11。
2019年3月起，部分使用双侧开门车辆的常规公交线路在部分路段驶入BRT车道内运营、停靠BRT车站，以实现与BRT正线的免费换乘。这些常规公交线路改以B字头打投，大致包含以下几种线路：
1.为缓解BRT主线压力从而调整进BRT车道的，如B57路，B120路，B79路等
2.为增加换乘而调整进BRT车道的，如B98路，B100路，B112路等
3.为削减东部郊区进城线路大段重复从而调整进BRT车道的，如B97路，B309路，B327路等
4.由于解放东路取消普通公交车道，全部途径线路调整进BRT车道的，如B103路，B237路，T6路等

## 线路

### BRT线路

#### 1号线
1号线全长17.0公里，开通于2008年4月22日。开通时全长10.5公里，设17个站点，起于黄冈路站，终于全福立交桥西站。
2016年8月1日起西端延伸至济南西站公交枢纽站。
本线在北园大街的的22站运行于封闭式快速公交专用道，停靠中央岛式月台；在齐州路的3站运行于常规公交车道，停靠常规公交站台。

#### 2号线
2号线全长11公里，开通于2008年9月26日，共设15个站点，起于北关北路站，终于燕山立交桥北站。
本线在北园大街，历山路及二环东路的9站运行于封闭式快速公交专用道，停靠中央岛式月台；始发站北关北路站及在经十路的6站运行于常规公交车道，停靠常规公交站台。

#### 3号线
3号线全长约17.3公里，开通于2009年4月16日。开通时全长约12公里，设18个站点，起于全福立交桥西站，终于信义庄站。
2017年7月30日起西端延伸至黄岗路站，共设24个站点。
本线在北园大街，历山路及纬十二路的16站运行于封闭式中央快速公交专用道，停靠中央岛式月台；在经十路的8站运行于常规公交车道，停靠常规公交站台。

#### 4号线
4号线全长约8公里，开通于2009年8月27日，共设14个站点，起于高墙王站，终于燕山立交桥站。2018年9月22日延伸至山东技师学院站，同时燕山立交桥北站改停靠中央BRT站台。
本线目前全部运行于封闭式中央快速公交专用道，停靠中央岛式月台。

#### 5号线
5号线全长约19公里，开通于2009年10月1日，共设21个站点，起于全运媒体村站，终于火车站（车站街）站。
本线省图书馆站、工业南路西口站、甸柳庄站、和平路东口站，燕山立交桥北站5站运行于封闭式中央快速公交专用道，停靠中央岛式月台；其余17站运行于常规公交车道，停靠常规公交站台。

#### 6号线
6号线全长13.7公里，开通于2009年10月13日，共设15个站点，起于北全福站，终于省立医院东院区站。
本线在K8路于2018年9月17日升级为BRT-8号线时曾短暂缩短为全福立交桥←→省立医院东院区，后因遭到市民反对于2018年9月23日恢复为北全福←→省立医院东院区
本线全部运行于封闭式中央快速公交专用道，停靠中央岛式月台。

#### 7号线
7号线全长14.2公里，开通于2014年4月16日，开通时设17个站点，起于大魏西站，终于济南大学站。
2017年7月8日起北端调整为起于邹庄新村站，共设25个站点。
本线前身为开通于2013年10月10日的BRT临时线。
本线在二环西路的10站运行于封闭式快速公交专用道，停靠中央岛式月台；其余15站运行于常规公交车道，停靠常规公交站台。

#### 8号线
8号线全长17.5公里，开通于2018年9月17日，设25个站点，起于解放桥北站，终于郭店立交桥西站。
本线前身为K8路。
本线始发站解放桥北站运行于常规公交车道，停靠常规公交站台；其余24站运行于封闭式中央快速公交专用道，停靠中央岛式月台。

#### 9号线
9号线全长10.7公里，开通于2018年9月22日，设11个站点，起于燕山立交桥北站，终于二环南路玉兴路站。
本线全线停靠中央岛式月台。

#### 10号线
10号线全长12.1公里，开通于2018年9月21日，设16个站点，起于黄岗路站，终于凤凰山立交桥站。
本线全部运行于封闭式快速公交专用道，停靠中央岛式月台。

#### 11号线
11号线全长约12公里，开通于2018年12月20日，设18个站点，起于济南东站公交枢纽站，终于全福立交桥站。
2018年12月26日起北端终点站由济南东站临时公交站改为济南东站公交枢纽站。
本线在工业北路的10站运行于封闭式中央快速公交专用道，停靠中央岛式月台；其余8站运行于常规公交车道，停靠常规公交站台。

#### 12号线
12号线全长约19公里，开通于2018年12月26日，设30个站点，起于济南东站公交枢纽站，终于全运媒体村站。本线前身为K40路
本线在工业北路及奥体中路的9站运行于封闭式中央快速公交专用道，停靠中央岛式月台；其余21站运行于常规公交车道，停靠常规公交站台。

#### 13号线
13号线全长约8公里，开通于2019年9月22日，设14个站点，起于山东第一医科大学站，终于黄岗路站。
本线在无影山中路的2站运行于封闭式中央快速公交专用道，停靠中央岛式月台；其余12站运行于常规公交车道，停靠常规公交站台。

### 部分站点停靠于BRT站台的常规公交线路
以下常规公交线路在部分站点双向停靠BRT站台，可在BRT站台进行免费换乘。

#### B16路
B16路由青年桥开往盐仓码头，进入南全福街东口，鑫达小区BRT车站停靠。

#### B18路
B18路在解放东路沿线停靠BRT站台。

#### B36路
B36路由郎茂山小区开往济南二中，进入东泺河路BRT车站停靠。

#### B48路
B48路在二环南路停靠山大兴隆校区BRT站台。

#### B52路
B52路在二环南路停靠二环南路舜德路和国网技术学院2站BRT站台。

#### B53路
B53路在解放东路沿线停靠BRT站台。

#### B57路
B57路在三孔桥以东各站停靠BRT站台。

#### B62路
B62路在解放东路沿线停靠BRT站台。

#### B68路
B68路在北园大街停靠三孔桥BRT站台。

#### B70路
B70路在二环东路花园路，鑫达小区，南全福街东口停靠BRT站台。

#### B71路
B71路在地铁王舍人站停靠BRT站台

#### B76路
B76路由东八里洼开往闫千户小区，进入经五纬十二，经二纬十二BRT车站停靠。

#### B79路
B79路在花园路，东仓，解放桥，山东新闻大厦停靠BRT站台。

#### B84路
B84路在历山路，东泺河路，历黄路，北关北路，生产路北口，三孔桥，东工商河路BRT车站停靠。

#### B97路
B97路在地铁王舍人站停靠BRT站台。

#### B98路
B98路在纬十二路路段行驶时，停靠经五纬十二BRT站台。

#### B100路
B100路在济齐路路段行驶时，停靠济齐路交校路BRT站台。

#### B103路
B103路在解放东路二环东路，砚泉停靠BRT站台。

#### B112路
B112路在生产路北口，北关北路停靠BRT站台。

#### B120路
B120路由中海御峰官邸开往西苑小区，进入经五纬十二，经二纬十二BRT车站停靠。

#### B150路
B150路由和平路东口开往牛旺庄小区，首站停靠和平路东口BRT车站。

#### B164路
B164路由领秀城东区公交车场开往市立五院，进入二环南路玉兴路BRT车站停靠。

#### B165路
B165路在工业北路电建路，全福立交桥，南全福街东口停靠BRT站台。

#### B190路
B190路在解放东路沿线停靠BRT站台。

#### B218路
B218沿途停靠北全福，全福立交桥西，全福立交桥北BRT车站。

#### B237路
B237路在解放东路沿线停靠BRT站台。

#### B309路
B309路在郭店立交桥西停靠BRT站台。

#### B316路
B316路在郭店立交桥西停靠BRT站台。

#### B327路
B327路在郭店立交桥西停靠BRT站台。

#### B328路
B328路在郭店立交桥西停靠BRT站台。

#### T6路
T6路在解放东路沿线停靠BRT站台。

## 使用车辆
济南市快速公交系统现使用如下车辆：
10米级：
JK6109GPHEVN5Q2:2018年起投运，由中国重汽济南豪沃客车制造的10米级气电混合动力客车，左侧设置一个乘客门。号段为0741-1010，于主线的BRT-10，BRT-13路运营。
12米级：
JK6126GPHEVN5Q2：2018年起投运，由中国重汽济南豪沃客车制造的12米级气电混合动力客车，号段为8641-9950及0001-0241，主线除了BRT-1及BRT-2路以外均有分布。
JK6126GBEVQ：2020年起投运，中国重汽济南豪沃客车制造的12米级纯电动客车，号段为6198-6217，于主线的BRT-2及BRT-8路运营。
LCK6125HQGN：2014年投运，由中通客车制造的12米级液化天然气客车，号段为6168-6182，全部于BRT-7路运营。
LCK5120A：2020年起投运，由中通客车制造的12米级双源无轨电车，编号为1701-1715，目前不在BRT主线运营，全部于B103路运营。
18米级：
LCK6180G-1:2007年起投运，由中通客车制造的18米级柴油客车，号段为6001-6015及6061-6095，于BRT-1，BRT-3，BRT-5及BRT-6路运营
JNP6182G-1：2009年起投运，由青年客车制造的18米级柴油客车，号段为6116-6167，于BRT-1，BRT-3，BRT-4，BRT-5及BRT-6路运营
LCK6180HQGNA：2014年投运，由中通客车制造的18米级液化天然气客车，号段为6183-6197，全部于BRT-3路运营。
ZZ6186GN5Q2：2019年起投运，由中国重汽济南豪沃客车制造的18米级压缩天然气客车，号段为7641-7710，于BRT-1，BRT-5及BRT-6路运营
ZZ6186GBEVQ1：2020年起投运，由中国重汽济南豪沃客车制造的18米级纯电动客车，号段为6218-6257，于BRT-1，BRT-3，BRT-5及BRT-6路运营。
LCK5180A：2020年起投运，由中通客车制造的18米级双源无轨电车，编号为1716-1725，于BRT-4路，BRT-7路进行实验性运营
济南市快速公交系统曾经使用如下车辆：
JNP6120G-3，2007年起投运，由青年客车制造的12米级柴油客车，编号为6016-6055及6096-6115，2020年退出运营。

## 票价
开通时，济南快速公交票价为一票制1元。自2013年4月1日起，变更为一票制2元。
普通济南公交IC卡8折，学生卡4折，其他城市交通联合卡不参与优惠。
在停靠岛式专用月台的车站站内换乘时无需重新计费。

## 评价
济南快速公交是中国首个成网运营的快速公交系统，对于常规公交的改进效果显著。目前日均客运量约14.5万人次，占济南公交全部日均客运量200万人次的约1/11。
济南快速公交集中央专用道和普通专用道两种专用路权于一体，“封闭式+开放式”灵活性较强的模式得到了大多数市民及观察者的好评，被誉为“济南模式”。
该设计后来被其他城市效仿，如延吉。
但济南快速公交由于设计时考虑不周和技术限制等方面的原因，某些相隔只有几十米的站台之间无法直接实现免费换乘。如汇集于全福立交桥的1、3、4、6、11号线，5条线路之间的站台互相仅有不足100米之隔，需要换乘时却必须再次乘坐B218路换乘。

## 未来发展
为发展无轨电车，运行于高架路下的1号线、7号线将被改造为无轨电车线路，使用无轨电车运营。
截止2020年7月，共有25部无轨电车投入实验性运营。